# Efim Fomin
Efim Moiseevici Fomin (în rusă Ефим Моисеевич Фомин), (n. 15 ianuarie 1909, Kalyški⁠(d), Vitebsk Uyezd⁠(d), Gubernia Vițebsk⁠(d), Imperiul Rus – d. 30 iunie 1941, Brest, RSS Bielorusă, URSS), a fost un comisar politic sovietic. El a devenit cunoscut pentru rolul jucat în apărarea Fortăreței Brest din iunie 1941. Fomin a fost luat prizonier și a fost executat imediat, dat fiind statutul său de comisar.

## Tinerețea
Fomin s-a născut într-o familie modestă evreiască (tatăl era fierar, iar mama croitoreasă) în Kolîșki, în nordul Belarusiei, în 1909. După moartea părinților, a trecut în grija unor rude, pentru ca din 1922 să fie crescut într-un orfelinat. În 1921 a început să urmeze cursurile de calificare pentru meseria de frizer, apoi pentru cea de cizmar. În 1924, la vârsta de 15 ani, Fomin a fost primit în rândurile Komsomolului. După ce a lucrat o perioadă scurtă de timp la o fabrică de încălțăminte din Vitebsk, a fost trimis la o școală de partid la Pskov, unde a studiat în perioada 1927-1929. În 1929 a început să lucreze ca instructor la școala raională de partid din Kolomna. A devenit membru al Partidului Comunist în 1930.

## Cariera militară
Începând cu anul 1932, Fomin a început să lucreze în calitate de politruk în rândurile Armata Roșie în diferite unități militare din Rusia, Ucraina și Letonia.
În 1938, Fomin a absolvit printre primii cursurile politice ale școlii de partid a regiunii militare Harkov, iar în luna august a aceluiași an a fost numit comisar politic al Diviziei a 23-a  de infanterie din Harkov. În 1940 s-a transferat cu divizia în Daugavpils, Letonia. În martie 1941 a fost mutat într-o funcție inferioară de comisar politic al Regimentului 84 infanterie staționat la Brest.
În ziua de 21 iunie 1941, (cu o zi mai înainte de declanșarea Operațiunii Barbarossa), Fomin a încercat să călătorească cu trenul la Daugavpils, de unde dorea să își aducă familia la Brest. El nu a reușit să facă această călătorie datorită aglomerației din stația de cale ferată și a lipsei biletelor și a fost nevoit să se reîntoarcă în apartamentul în care era încartiruit în Fortăreața Brest. 
În dimineața zilei de 22 iunie 1941, Germania Nazistă a declanșat Operațiunea Barbarossa.  Apărătorii fortăreței nu au fost avertizați în niciun fel cu privire la atacul forțelor Axei împotriva URSS și Brestul a devenit locul în care s-a desfășurat prima luptă majoră dintre Armata Roșie și Wehrmacht. Imediat după declanșarea invaziei, orașul Brest și fortăreața au fost suferit bombardamente grele de artilerie. Bombardamentul inițial al artileriei germane a fost o surpriză toatală pentru apărătorii fortăreței, care au suferit pierderi grele în oameni și materiale. În condițiile în care o parte a fortăreței fusese deja cucerită de Wehrmacht, Fomin a preluat conducerea unui grup de soldați sovietici care apărau Poarta Holm. Luptătorii sovietici au rezistat până pe 26 iunie. Fomin a fost luat prizonier și a fost identificat ca evreu și comisar politic. În conformitate cu ordinul emis de Adolf Hitler încă din martie 1941 (așa numitul „Ordin al Comisarilor”), Fomin a fost executat imediat după capturare, cel mai probabil pe 26 iuie în fața Porții Holm.

## Onoruri postmortem

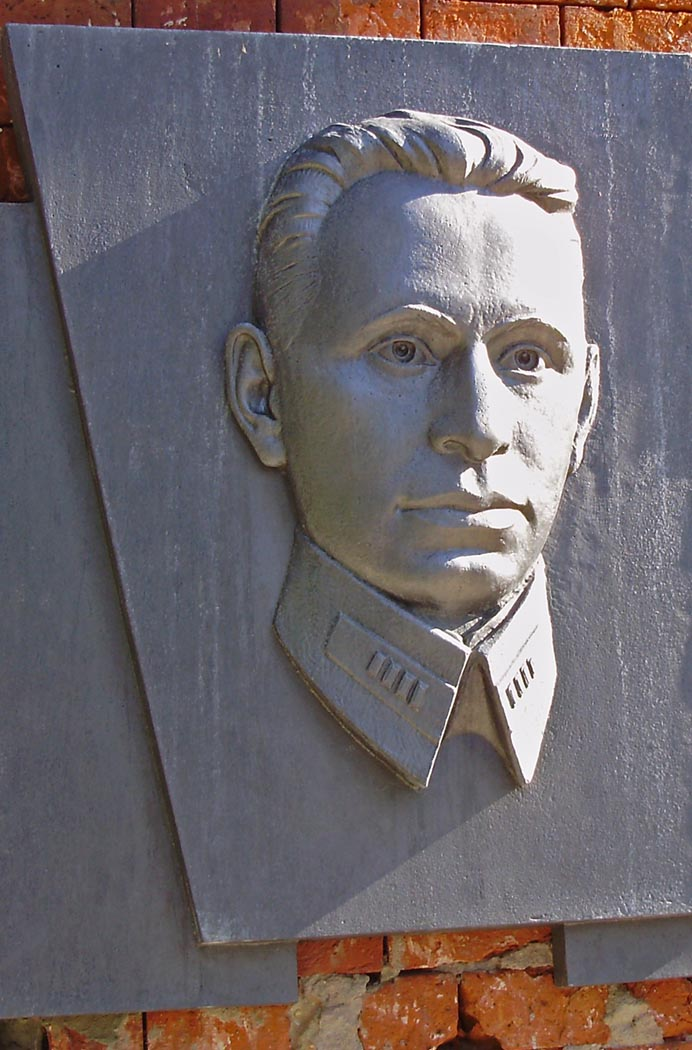
Basorelieful lui Fomin pe fațada Porții Holm a Fortăreței Brest

Efim Fomin a fost decorat postmortem cu Ordinul Lenin pentru rolul jucat în timpul luptelor de apărare ale fortăreței. În 1991, în timpul unei reuniuni a veteranilor a Diviziei a 6-a infanterie, cei prezenți au cerut ca destituirea lui Fomin din funcție de politruk de divizie să fie revocată. Fomin a fost reavansat postum în funcția de comisar politic de divizie.

## Resurse internet
- Pagina oficială a Memorialului de Război al Fortăreței
- Informații din listele de înmormântare de la Memorial – la poziția 201 E. M. Fomin